# ウェルカム!
『ウェルカム!』（WELCOME!）は熊本放送（RKKテレビ）で2015年5月4日から2019年3月15日まで毎週月曜日 - 金曜日の15:00 - 15:49（JST）に放送されていた熊本県ローカルの情報番組（生放送）である。

## 概要
2015年3月27日に終了した『RKKワイド 夕方いちばん』の後継番組として一ヶ月の準備期間を経て放送が開始された。
番組は熊本の主婦・シニア世代を対象とし、最新のニュースから暮らしにまつわる情報、熊本県内各地からの生中継などの内容で送る。
祝日はe-JNN加盟各局が制作した番組をブロックネットで放送したり、『日曜ゴールデンの池上ワールド 池上彰の現代史を歩く〜Walking through Modern History〜』（テレビ東京制作）やスポーツ中継などの特別番組を放送したりするため休止になることが多かった。
2019年4月1日から、熊本放送では平日13:55 - 15:40に『ゴゴスマ -GO GO!Smile!-』（CBCテレビ制作）をネットすることとなり、これに伴う改編で本番組は同年3月15日で終了となった。なお、3月18日から29日の間は連続ドラマの再放送で穴埋めした。

## 出演者
MC
- MEG（ローカルタレント）

全曜日に出演。
- 田名網駿一（熊本放送アナウンサー）

月曜・火曜のみ出演。2018年4月2日から出演。
- 大田黒浩一（ローカルタレント）

水曜から金曜のみ出演。2018年4月4日から出演。MC就任以前はコメンテーターとして出演していた。
コメンテーター
- 江越哲也(月曜)
- 藤本一精(火曜)[4]
- 井手らっきょ(水曜)
- 岩本実希(木曜)
- 田中洋平(金曜)
- 中村佳代子(医師)(不定期)
- 岩本初恵(不定期)
- 村上隆二(不定期)[5]

リポーター
- 江越哲也(月曜)
- 藤本一精(火曜)
- 岩本実希(木曜)
- 田中洋平(金曜)
- 西村赤音(VTRのみ)
- 片山リナ(VTRのみ)

プレゼンター兼リポーター
- イズミダタツヤ

中継担当
- 糸永有希（熊本放送アナウンサー）(水曜)

ニュース担当
- 本田史郎（熊本放送アナウンサー）ナレーション兼務
- 糸永有希（熊本放送アナウンサー）

ほか
気象担当
- 栗原めぐみ（当時熊本放送報道部の気象予報士）
  - 気象コーナーは、MEGあるいは栗原の休演時を除き「MEGとめぐみの天気予報」と題されていた。

ナレーション
- 本田史郎（熊本放送アナウンサー）**主に火曜～木曜、VTR後に補足説明をすることもある。

### 過去の出演者
MC
- 青谷倫太郎（元熊本放送アナウンサー・報道部記者。担当当時はテレビ制作部ディレクター）

全曜日に出演。2018年3月30日で卒業。
コメンテーター兼リポーター
- 塚原まきこ
- 加納麻衣(木曜)

ニュース担当
- 佐々木慎介（熊本放送報道部）
- 江上浩子（当時熊本放送報道部所属）

## 放送時間
| 期間      | 期間      | 月 - 金曜日            | 備考                                       |
| --------- | --------- | ---------------------- | ------------------------------------------ |
| 2015.5.4  | 2017.3.31 | 15:00 - 16:53（113分） | （『太陽と緑の健やかタイム』を内包）       |
| 2017.4.3  | 2017.7.28 | 15:00 - 15:50（50分）  | （『Nスタ・第0部』の番販ネット開始に伴う） |
| 2017.7.31 | 2019.3.15 | 15:00 - 15:49（49分）  | （『Nスタ・第0部』の1分前拡大に伴う）      |